# باشگاه فوتبال مارین
باشگاه فوتبال مارین (به انگلیسی: Marine Football Club) یک باشگاه فوتبال در شهر کروزبی، مرزیساید، کشور انگلستان است که در سال ۱۸۹۴ میلادی تأسیس شده‌است.